# Plaza de España (plac w Madrycie)
Plaza de España – jeden z najbardziej znanych i reprezentacyjnych placów w Madrycie. Znajduje się w dzielnicy Moncloa-Aravaca, w barrio administracyjnym Argüelles. Stanowi zakończenie reprezentacyjnej alei miasta, Gran Vía. 

## Historia
W XVII wieku w miejscu obecnego placu znajdowała się łąka Leganitos, której istnienie uwiecznił na łamach powieści Don Kichote z La Manchy pisarz Miguel de Cervantes y Saavedra. Następnie rozpoczęto budowę klasztoru, który w 1789 zburzono przed ukończeniem budowy. W XVIII i XIX w. leżący niedaleko Pałacu Królewskiego plac był miejscem, gdzie znajdował się garnizon wojskowy, a w miejscu klasztoru wybudowano koszary, które wyburzono w 1908. Wcześniej, na przełomie XIX i XX wieku, plac przyjął cywilny, reprezentacyjny charakter. W jego otoczeniu powstawały budynki rządowe, siedziby firm i apartamenty mieszkalne. Obecny wygląd plac uzyskał w połowie XX w. za dyktatury generała Franco, monumentalna zabudowa miała być dowodem faktu, że Hiszpania jest częścią nowoczesnego świata. Dwa najbardziej charakterystyczne budynki to: 
- Edificio España - zbudowany w 1948 roku wieżowiec, który ma 107 metrów (26 pięter), basen usytuowany na jednej z najwyższych kondygnacji. W chwili budowy był najwyższym budynkiem w Madrycie.
- Torre de Madrid - powstały w 1957 roku wieżowiec, aż do 1988 był najwyższym budynkiem stolicy Hiszpanii (142 m - 37 pięter).

Na placu znajduje się też zrealizowany w latach 1925-1930 pomnik Miguela Cervantesa autora Don Kichota - sylwetki pisarza i głównych bohaterów jego najsłynniejszej powieści. Zaprojektowali go architekci Rafael Martínez Zapatero i Pedro Muguruza, a wyrzeźbił Lorenzo Coullaut Valera.

## Przebudowa placu
Z końcem 2019 r. Rada Miasta Madrytu wyłoniła zwycięski projekt przebudowy placu. Realizacja zwycięskiej koncepcji "Welcome the Mother Nature" kosztować będzie 62 mln EUR, a jej rozpoczęcie planowane jest na luty 2020 r. Pierwszy etap prac, trwający do końca 2020 r., ma zmienić przestrzeń samego placu oraz jego połączenie z Gran Vía. Docelowo Plaza de España ma się stać terenem zielonym i pełnić funkcję łącznika Jardines de Sabatini i Parque de Oeste; planowana jest nasada ponad tysiąca nowych drzew. Natężenie ruchu drogowego w tym rejonie zostanie zdecydowanie zredukowane, powiększona zostanie strefa piesza. Wiązać się to będzie z rozbudową istniejącego już tunelu pod ulicą Bailén, co z powodu strategicznego jego położenia może wiązać się z poważnymi utrudnieniami komunikacyjnymi w tym obszarze. 

## Galeria

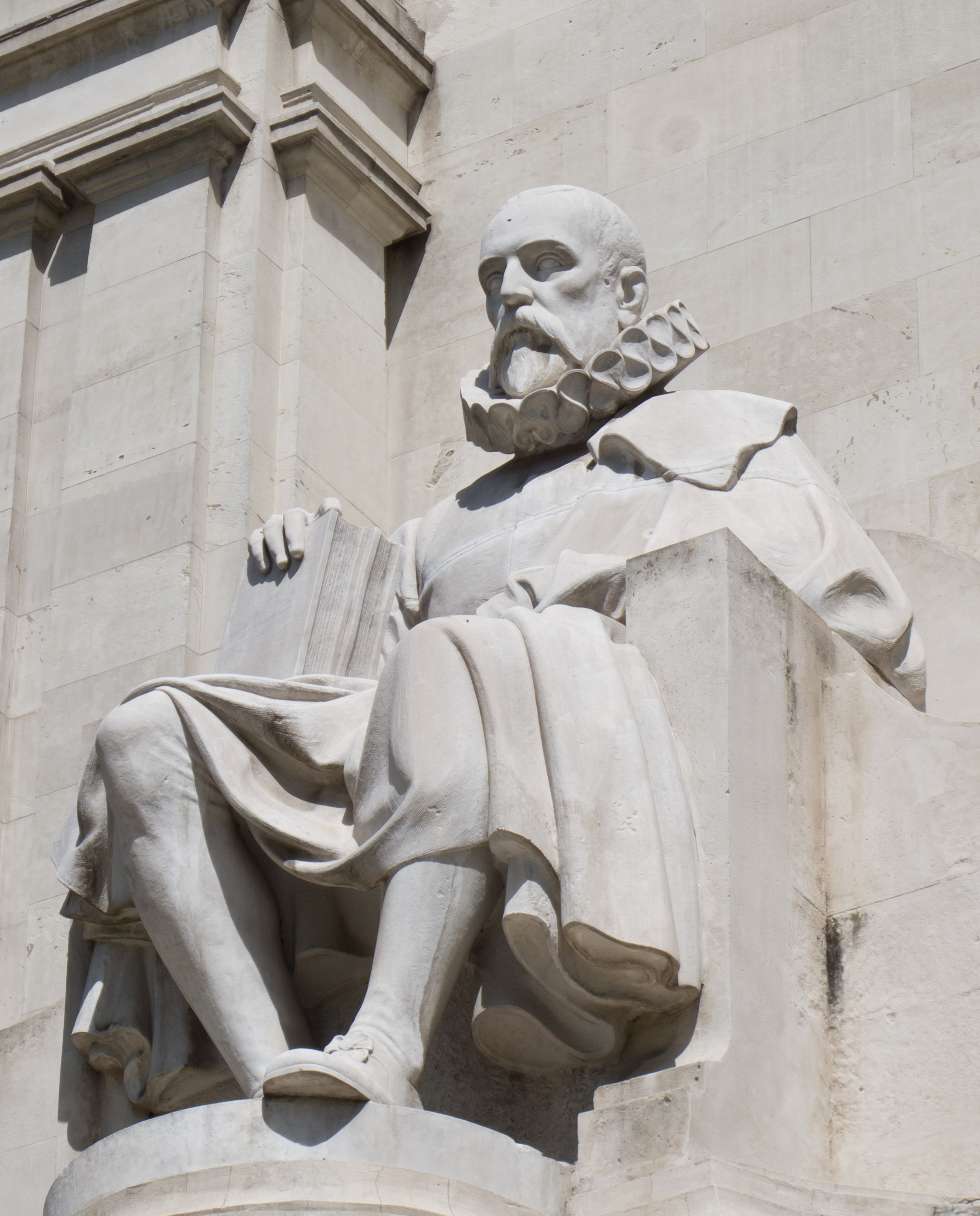
Kamienna rzeźba Miguela de Cervantesa y Saavedry.
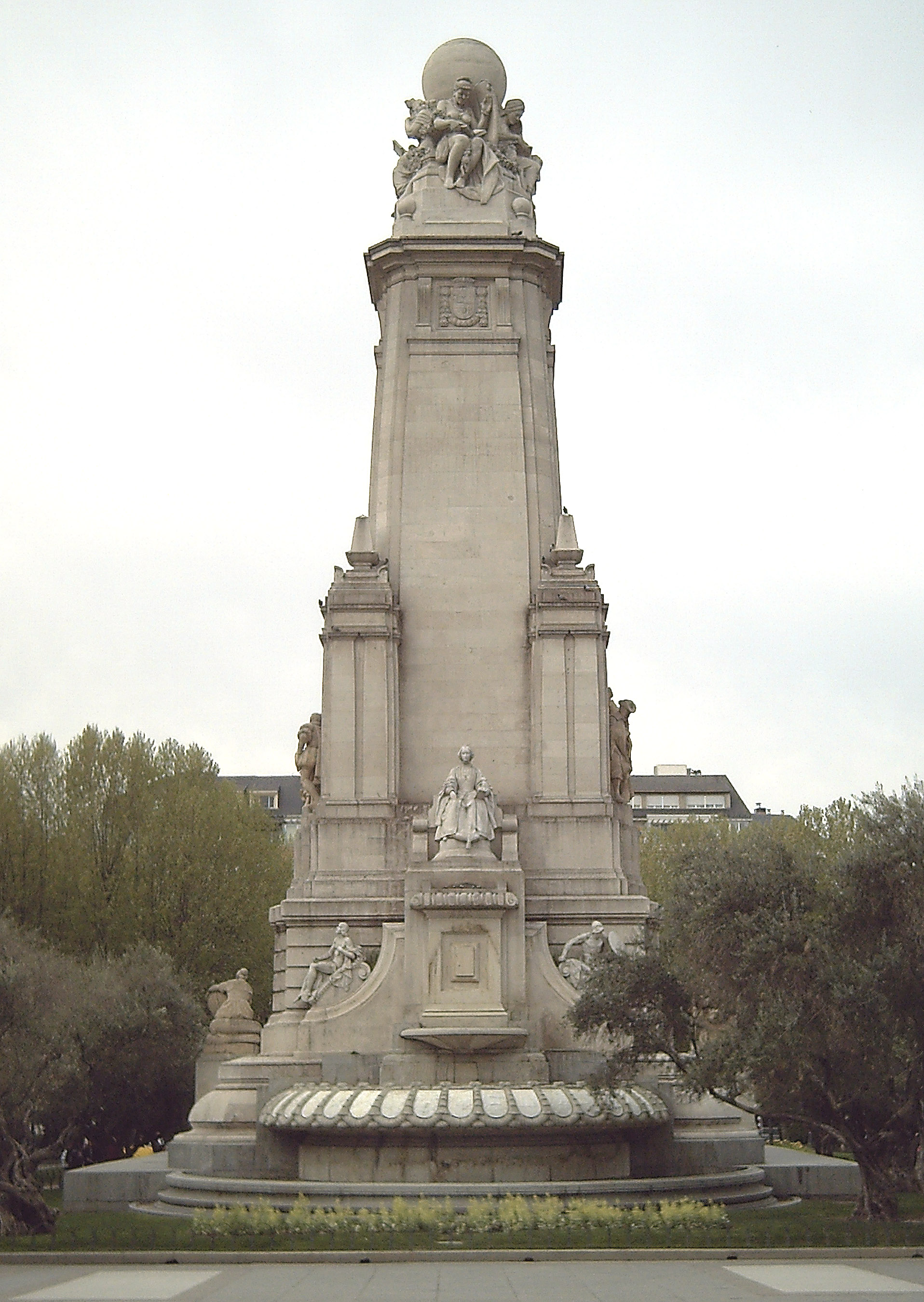
Północno-wschodnia strona pomnika z personifikacją Literatury.
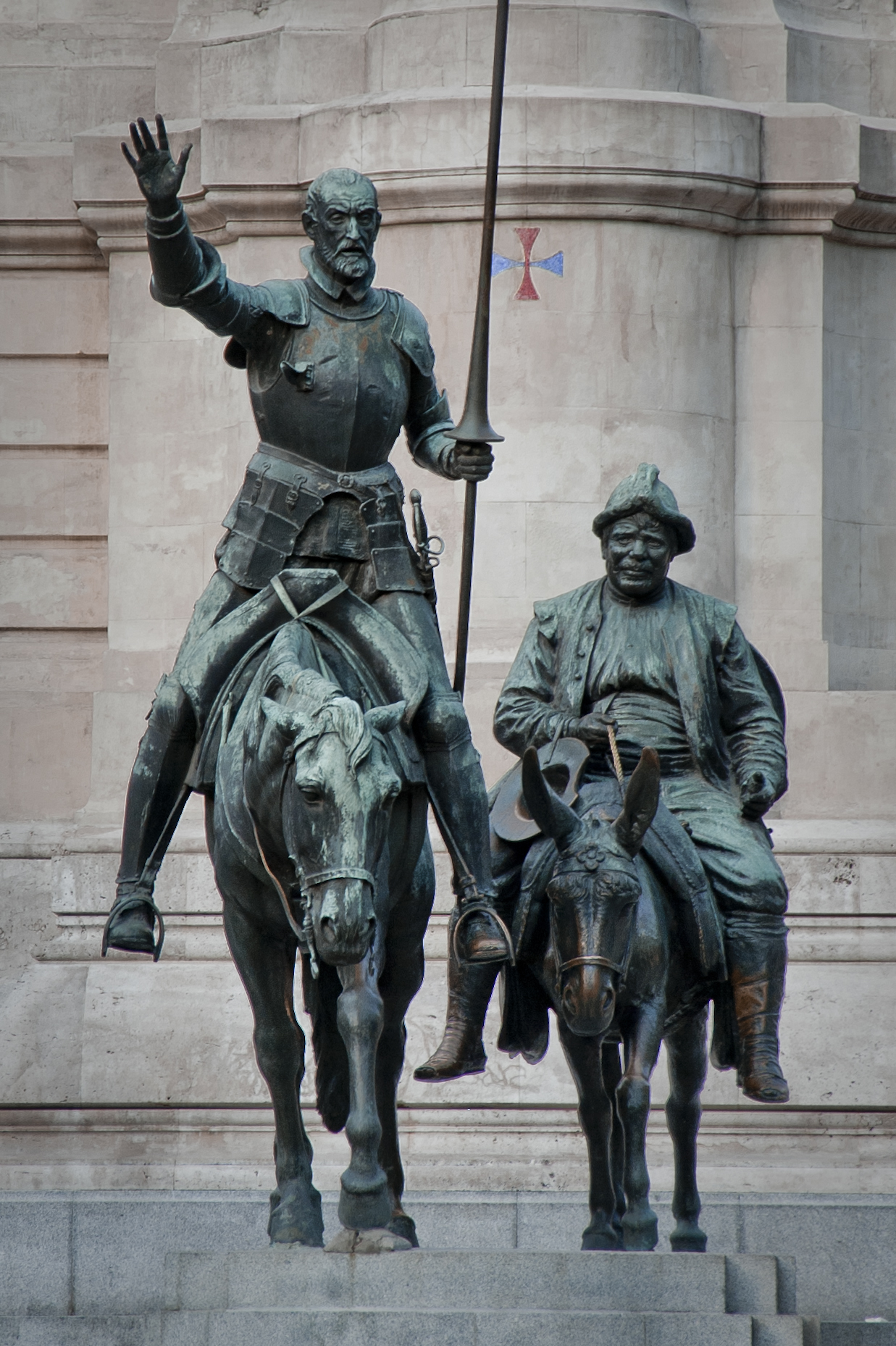
Brązowa rzeźba Don Quijote (na koniu) i Sanczo Panzy (na ośle).
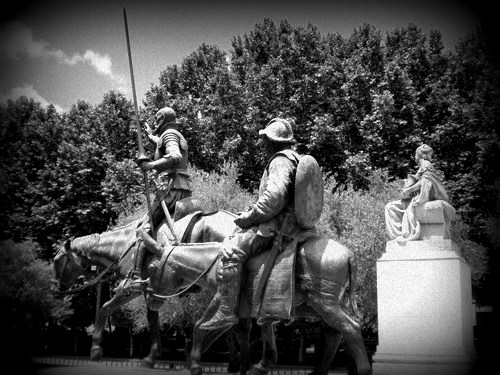
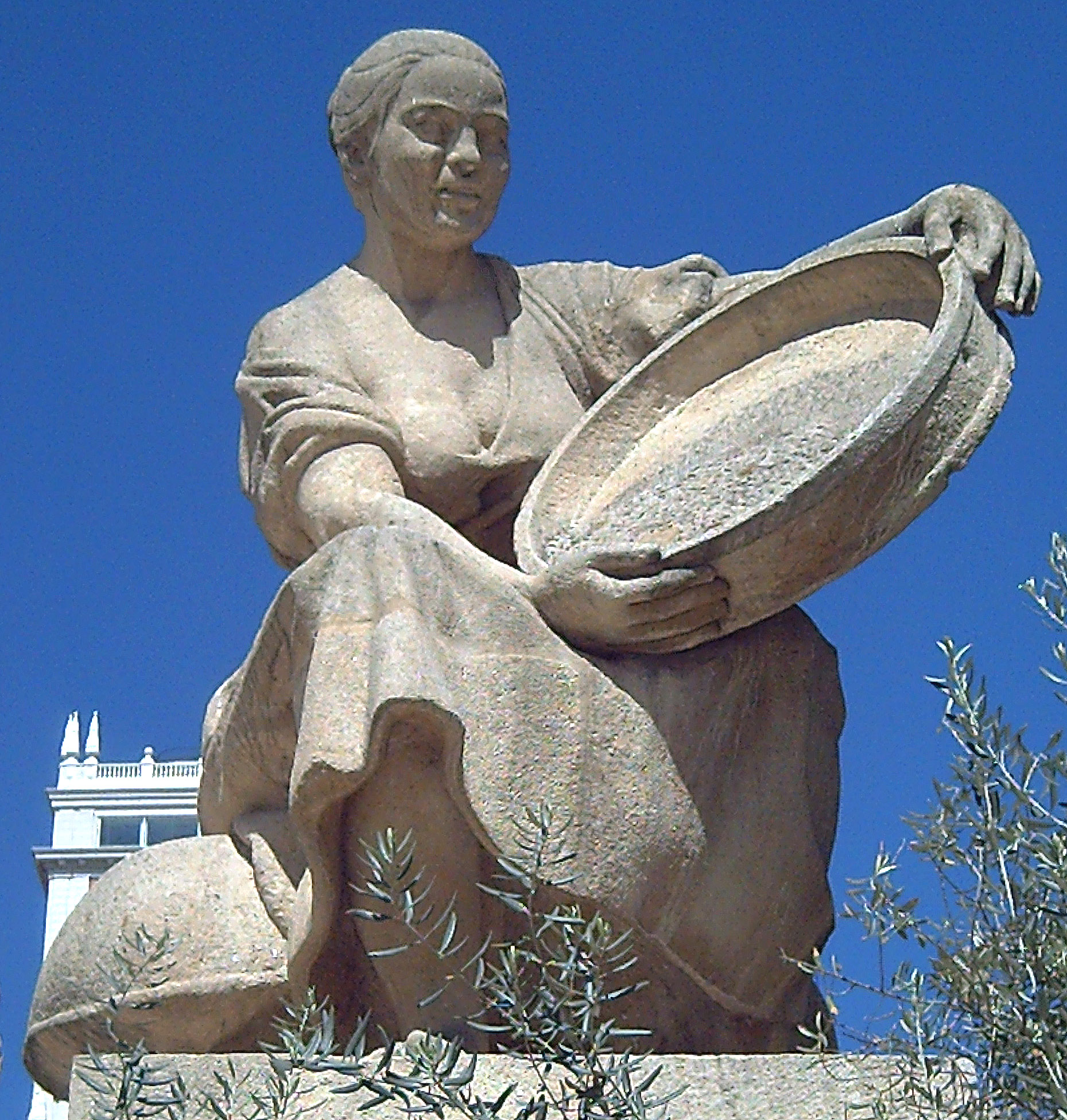
Kamienna rzeźba Aldonzy Lorenzo, która w wyobrażeniach Don Quijote stawała się Dulcyneą z Toboso.
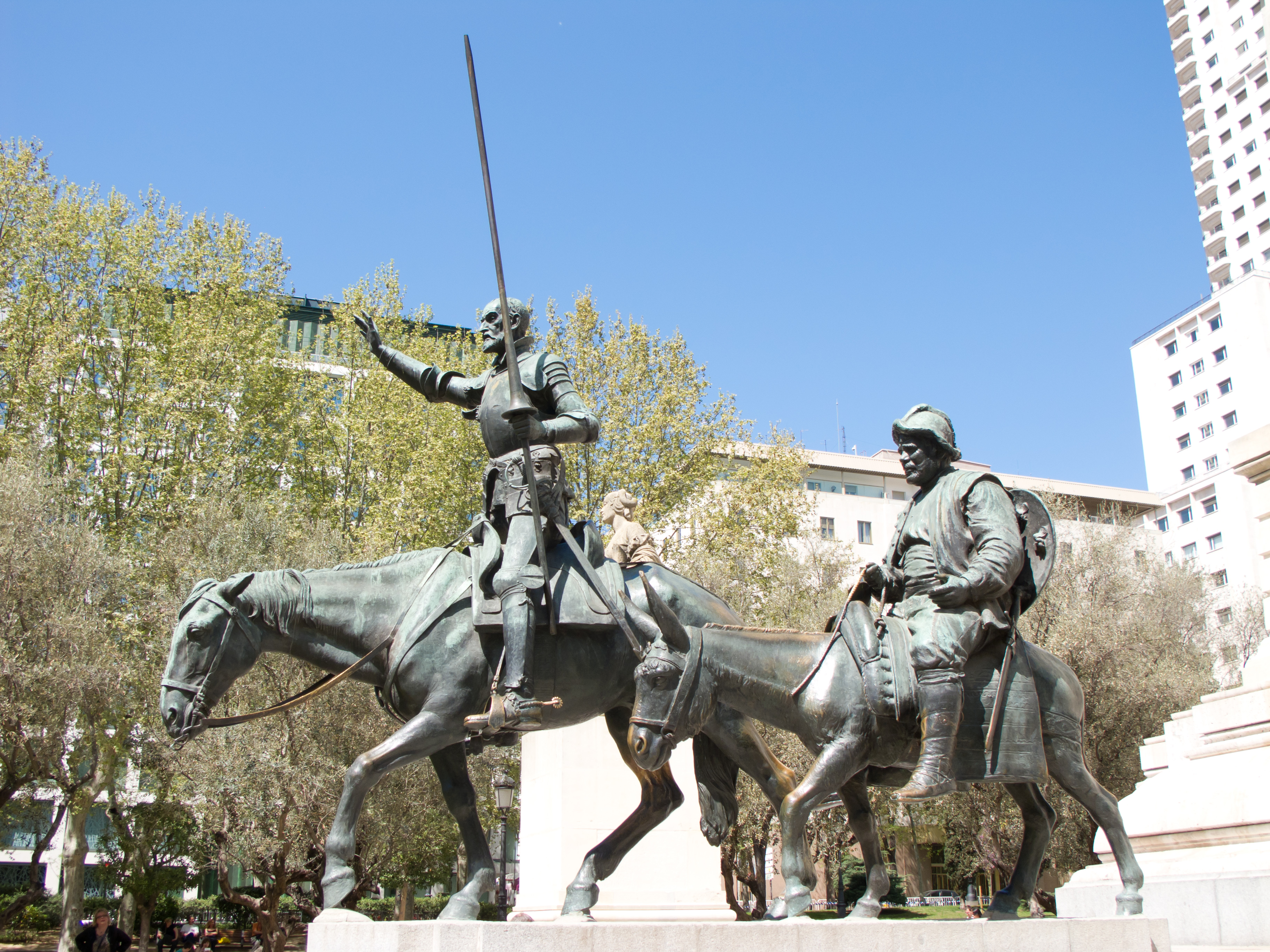
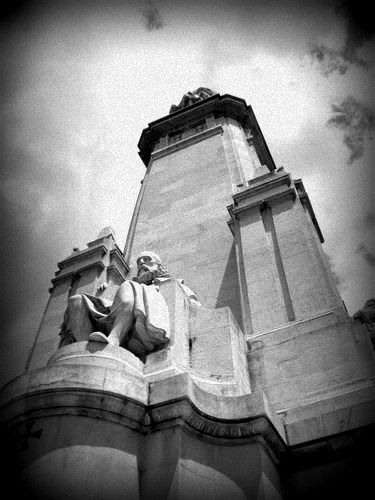